# Heinrich Bernhard Röhrs

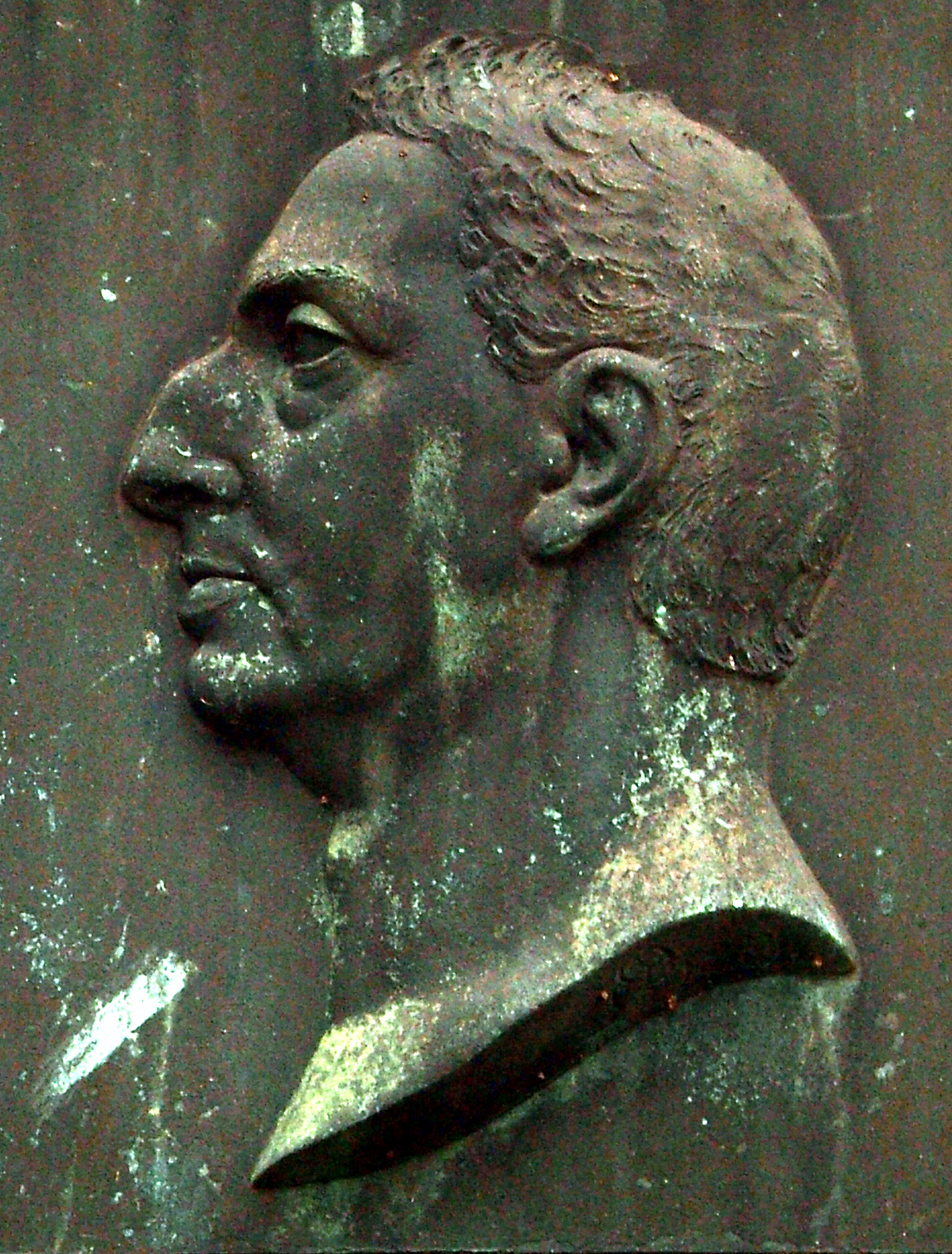
Porträt-Relief des Heinrich Bernhard Röhrs, am Brustabschnitt signiert Bandel, auf dem Gartenfriedhof in Hannover

Heinrich Bernhard Röhrs (* 10. August 1776 in Bruchhausen in der Grafschaft Hoya; † 21. April 1835 in Hannover) war ein deutscher Kaufmann und Senator.

## Werdegang
Heinrich Bernhard Röhrs war der Sohn eines Hauptmanns, der im Siebenjährigen Krieg gekämpft und sich dann in sein Privatleben zurückgezogen hatte. Der  Vater starb jedoch noch in der Jugendzeit Heinrich Bernhard Röhrs. Die weitere Erziehung des jungen Röhrs übernahm der Oheim mütterlicherseits, der Archidiakon Thörl in Celle. Dieser ersetzte die strenge und biedere Bildung durch den verstorbenen Vater Röhrs durch eine liebevolle und sorgfältige. Heinrich Bernhard Röhrs erlernte alte und neue Sprachen, wurde jedoch nicht, wie sein Onkel sich das gewünscht hatte, Gelehrter, sondern entschied sich für den Beruf des Kaufmanns.
Auf mehrjährigen Reisen durch das damalige Deutschland erwarb sich Röhrs durch die Arbeit in verschiedenen großen und überregional tätigen Comptoirs insbesondere einen Überblick über die verschiedenen Handels-Branchen und Handelsbeziehungen in Europa.

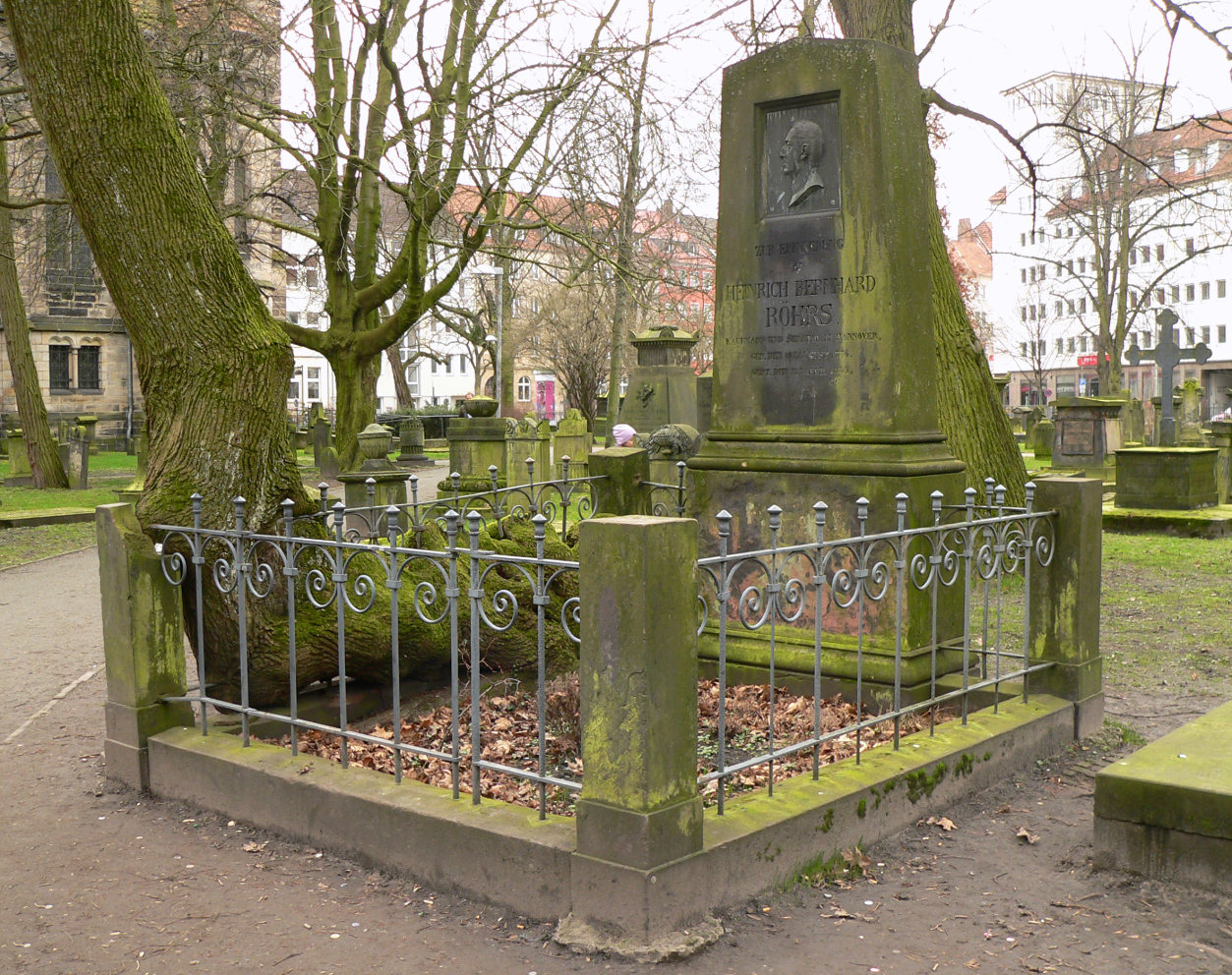
Grabmal auf dem Gartenfriedhof mit dem Naturdenkmal Ahorn auf dem Gartenfriedhof

Als nach dem Ende der sogenannten Franzosenzeit und der Restauration durch den Wiener Kongress 1815 die internationale Wirtschaft in Europa wieder in Schwung kam, profitierte Röhrs von seinen früheren kaufmännischen Erfahrungen: Er eröffnete ein Wollgeschäft und exportierte nach Frankreich, die Niederlande und nach England. Durch eine angegliederten Tuchhandlung konnte er schon bald mehrere bedeutende Fabriken in Deutschland sowie im Ausland beschäftigen und lieferte seine Waren sogar bis nach Westindien.
Rund 20 Familien konnten durch die Arbeit für Röhrs ihren Lebensunterhalt verdienen. Darüber hinaus verwaltete Röhrs uneigennützig ihm anvertraute Vermögen und Güter. So wurde er von den vereinigten Bürgern der Stadt Hannover erst „zum Vertreter ihrer Rechte und Freiheiten“ gewählt und nach vier Jahren vom Magistrat 1825 zum Senator. Als solcher war der gläubige Röhrs, der in seinem Wohnhaus einen eigenen Altar besaß, anfangs zuständig für die städtischen Finanzen, die er zu bewahren und zu vermehren wusste.

## Nachwirken
- Heinrich Bernhard Röhrs denkmalgeschütztes Grabmal[2] findet sich auf dem Gartenfriedhof in Hannover.[3]
- Der seinerzeitige Hof-Bildhauer Wessel hatte eine Büste des Verstorbenen angefertigt.[1]